# Пятьдесят центов (Австралия)
Двенадцатиугольная австралийская монета — пятьдесят центов, является третьей по номиналу из монет австралийского доллара и крупнейшей по величине австралийской монетой. Она была введена в 1969 году, чтобы заменить круглую монету 50 центов, введённую в 1966 году.
Если сравнивать её со всеми австралийскими монетами, выпущенными с начала 20 века, она уступает по величине кроне 1937-38 годов. Первоначально монета была изготовлена из 80 % серебра и 20 % меди (круглая монета пятьдесят центов), но в связи с ростом цен на серебро, цена монеты стала выше, и монеты стали дороже, чем их номинальная стоимость. Поэтому с 1969 года монеты выпускались уже медно-никелевые. Первоначально памятные монеты были выпущены именно этим номиналом в связи с большим размером монеты, что позволяло получить более качественное изображение на монете.
На аверсе всех монет Австралии, изображён правящий монарх. Только Елизавета II была монархом во время существования монеты. За это время сменилось три варианта её портрета на монете: с 1969 по 1984 годы (гравёр Арнольд Мачин — юная Елизавета II), с 1985 по 1998 годы (гравёр Рафаэль Maклоуф — зрелая Елизавета II), а с 1999 года портрет гравёра Яна Ранк-Бродли, дизайн которой был взят с английской монеты номиналом фунт стерлингов, введённой годом ранее.
Монета имеет диаметр 31,5 мм, является одной из крупнейших по величине, циркулирующих монет в настоящее время в мире. Монеты большего диаметра, находятся в обращении: в Коста-Рике (500 колонов) и Вануату (50 вату), а также пятьдесят франков КФА (большая).